# Santa María del Sagrario
Santa María del Sagrario o Església del Sagrario és un temple a la ciutat de Màlaga, Espanya. Es tracta d'una església construïda entre els segles XV i XVIII, ubicada en el centre històric, al carrer Santa María, 22. És d'estil gòtic isabelí i conté un retaule plateresc. En aquesta església té la seu la Confraria del Santcrist Mutilat.

## Història
La seva construcció començà el 1488 per don Pedro de Toledo, primer bisbe de Màlaga, rebent les obres un gran impuls amb el seu successor don Diego Ramírez de Villaescusa. Els seus inicis foren difícils, paralitzant-se les obres l'any 1525. L'església es reedificà totalment el 1714. De la construcció primitiva subsisteix la portada, conclosa en els primers anys del pontificat de don César Riario (1519-1540). L'escala d'accés fou enderrocada el 1862, per al pas d'Isabel II, tornant-se construir en els anys 40 per Enrique Mencía.

## Portada

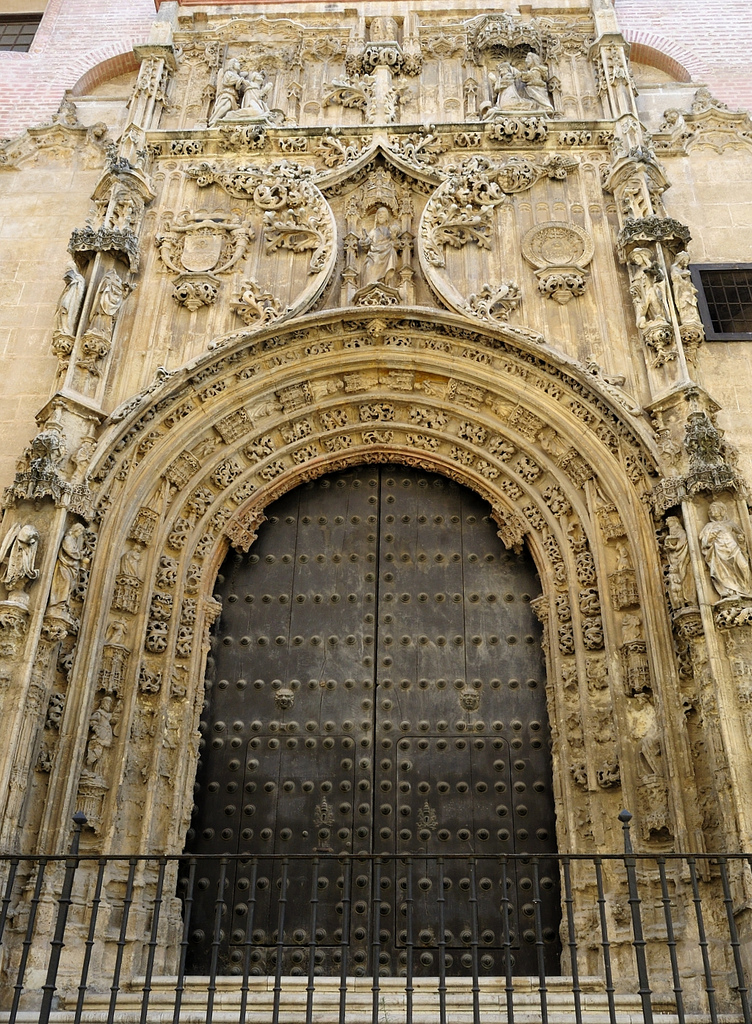
Portada gòtica isabelina.

La portalada gòtica, també anomenada del Perdón, per la qual s'accedeix a l'Església del Sagrario és l'obra més antiga del conjunt catedralici. Es creu que fou oberta el 1498 en la base del minaret de la vella mesquita, sota el comandament del bisbe de Màlaga, Diego Ramírez de Villaescusa. La portada és una obra mestra del gòtic isabelí.
Està tallada en pedra i presenta un arc conopial amb la figura de Déu Pare amb un ceptre i la bola del món a la mà. A les arquivoltes hi ha els quatre pares de l'església (Sant Gregori el Gran, Sant Ambrosio, Sant Agustí i Sant Jeroni). Als costats del Déu Pare es troba, a l'esquerra l'escut d'armes del cardenal Riario i a la dreta el segell cardenalici. A la part superior es pot veure, a l'esquerra el cardenal Pedro de Mendoza acompanyat d'un àngel i a la dreta fra Hernando de Talavera (confessor d'Isabel II) acompanyat de l'apòstol Sant Jaume, oferint a la Mare de Déu (mutilada a causa de les obres del s.XVIII) la mesquita ja consagrada.

## Interior
Actualment l'església té planta de les denominades de calaix, amb una única nau rectangular i capçalera plana. El seu interior es troba cobert amb una volta de canó amb arcs faixons i llunetes on ressalta la rica ornamentació barroca daurada aplicada sobre les motllures i perfils de les arestes. Als peus dels murs i a ambdós costats s'aixequen petits retaules d'aspecte rococó molt elaborats adossats a ells, d'on pengen uns quadres poc usuals de personatges religiosos, de secció circular.
El cor, d'estil barroc, és de 1749 i fou realitzat per l'aleshores aparellador de la catedral de la ciutat Antonio Ramos.
El Retaule Major, obra de Juan de Balmaseda, procedeix de l'església de Sant Pere, a Becerril de Campos, Palència, i es muntà en aquesta església el 1944. És d'estil plateresc i mostra una estructura perfectament ortogonal on es formen “quadres” o compartiments seguint una estudiada quadrícula; hi ha inserides figures d'Apòstols, la Mare de Déu coronada, la pietat, el Calvari i el Pare Etern, entre d'altres, tot això en un brillant i homogeni matís daurat.
El Retaule del Santcrist mutilat, de producció més moderna i obra de José Navas Parejo, i el de El Pare Etern són les úniques obres que sobrevisqueren a l'incendi de l'antic retaule major del temple.
També és destacable el púlpit de marbre vermell del segle xvii que es troba als peus del presbiteri, al costat de l'evangeli.